# Proprioseiopsis variocaudarum
Proprioseiopsis variocaudarum är en spindeldjursart som beskrevs av Wolfgang Karg 1993. Proprioseiopsis variocaudarum ingår i släktet Proprioseiopsis och familjen Phytoseiidae. Inga underarter finns listade i Catalogue of Life.